# Factor estimulante de colonias de granulocitos y macrófagos
El factor estimulante de colonias de granulocitos y monocitos o GM-CSF por sus siglas en inglés (Granulocyte Macrophage Colony-Stimulating Factor), constituye una familia de glucoproteínas que modulan la hematopoyesis y controlan la supervivencia, proliferación, diferenciación y capacidad funcional de los progenitores hematopoyéticos, con actividades frecuentemente superpuestas. Son, además, reguladores importantes de la respuesta inmune y de la homeostasis tisular. Por ello mismo es importante su revisión.